# Charonias
Charonias é um género neotropical de borboletas da família Pieridae.

## Espécies
- Charonias eurytele (Hewitson, 1853)
- Charonias theano (Boisduval, 1836)